# Cuirasatul japonez Hiei
Hiei (比叡?) a fost o navă de război a Marinei Imperiale Japoneze în timpul primului și al celui de-al Doilea Război Mondial. Proiectată de arhitectul naval britanic George Thurston, Hiei a fost a doua navă lansată la apă din seria de patru crucișătoare de linie din clasa Kongō și una din cele mai înarmate nave construite vreodată. Construcția navei a început în anul 1911 la Șantierul Naval Yokosuka. Hiei a intrat în serviciu în anul 1914. 
În cursul Primului Război Mondial, Hiei a patrulat în câteva ocazii în largul coastei chineze, iar după cutremurul din 1923 a participat la operațiunile de salvare.
În 1929, Hiei a fost transformat în navă școală de artilerie navală pentru a evita casarea în condițiile aplicării Tratatului de la Washington din 1922. La mijlocul anilor 1930 a servit ca navă de transport pentru Împăratul Hirohito. Începând cu anul 1937, Hiei a fost din nou transformat, i-a fost reconstruită total suprastructura, i-au fost îmbunătățite motoarele  și a fost echipat cu catapulte pentru lansarea hidroavioanelor. Fiind suficient de rapid pentru a însoți flota japoneză de portavioane, Hiei a fost reclasificat drept cuirasat rapid. În ajunul celui de-al Doilea Război Mondial, Hiei făcea parte din Flota Combinată comandată de vice-amiralul Chuichi Nagumo, fiind desemnat în escorta celor șase portavioane care au atacat Pearl Harbour pe 7 decembrie 1941.
Ca parte a Diviziei a 3-a Cuirasate, Hiei a participat la multe din acțiunile Marinei Imperiale Japoneze din anul 1942, ajutând la invazia Indiilor Olandeze de Est, ca și în raidul din Oceanul Indian din 1942. În timpul Bătăliei de la Midway, Hiei a făcut parte din flota comandată de amiralul Nobutake Kondō, înainte de a fi trimisă în Insulele Solomon în timpul Campaniei din Guadalcanal. Hiei a escortat portavioanele japoneze în timpul Bătălia din Insulele Solomon Orientale și al Bătăliei din Insulele Santa Cruz, înainte de a face parte din forța de bombardament comandată de amiralul Kondō pentru Bătălia navală de la Guadalcanal. În seara de 13 noiembrie 1942, Hiei s-a angajat în luptă cu crucișătoarele și distrugătoarele americane împreună cu cuirasatul Kirishima. După ce a suferit pagube importante, cuirasatul Hiei a fost distrus de navele inamice. Fiind ținta a unui atac aerian continuu, Hiei s-a scufundat în seara de 14 noiembrie 1942.

## Proiect și construcție
Hiei a fost al doilea crucișător de linie din clasa Kongō construit de Marina Imperială Japoneză. Clasa Kongō a fost proiectată de arhitectul naval bitanic George Thurston. Această clasă de crucișătoare de linie a fost cerută în 1910 de legea japoneză privind expansiunea navală de urgență, care a fost adoptată după ce HMS Invincible a intrat în serviciu în anul 1908.  Cele patru crucișătoare de linie din clasa Kongō erau create pentru a se putea opune oricărei puteri maritime din acel moment. Au fost considerate ca fiind variante de crucișător de line ale cuirasatului HMS Erin. Cu armamentul lor de calibru mare și cu blindajul care reprezenta 23,3% din deplasamentul de 30.000 de tone, Hiei și navele surori erau cu mult superioare oricărei alte nave din flota japoneză de la acel moment.

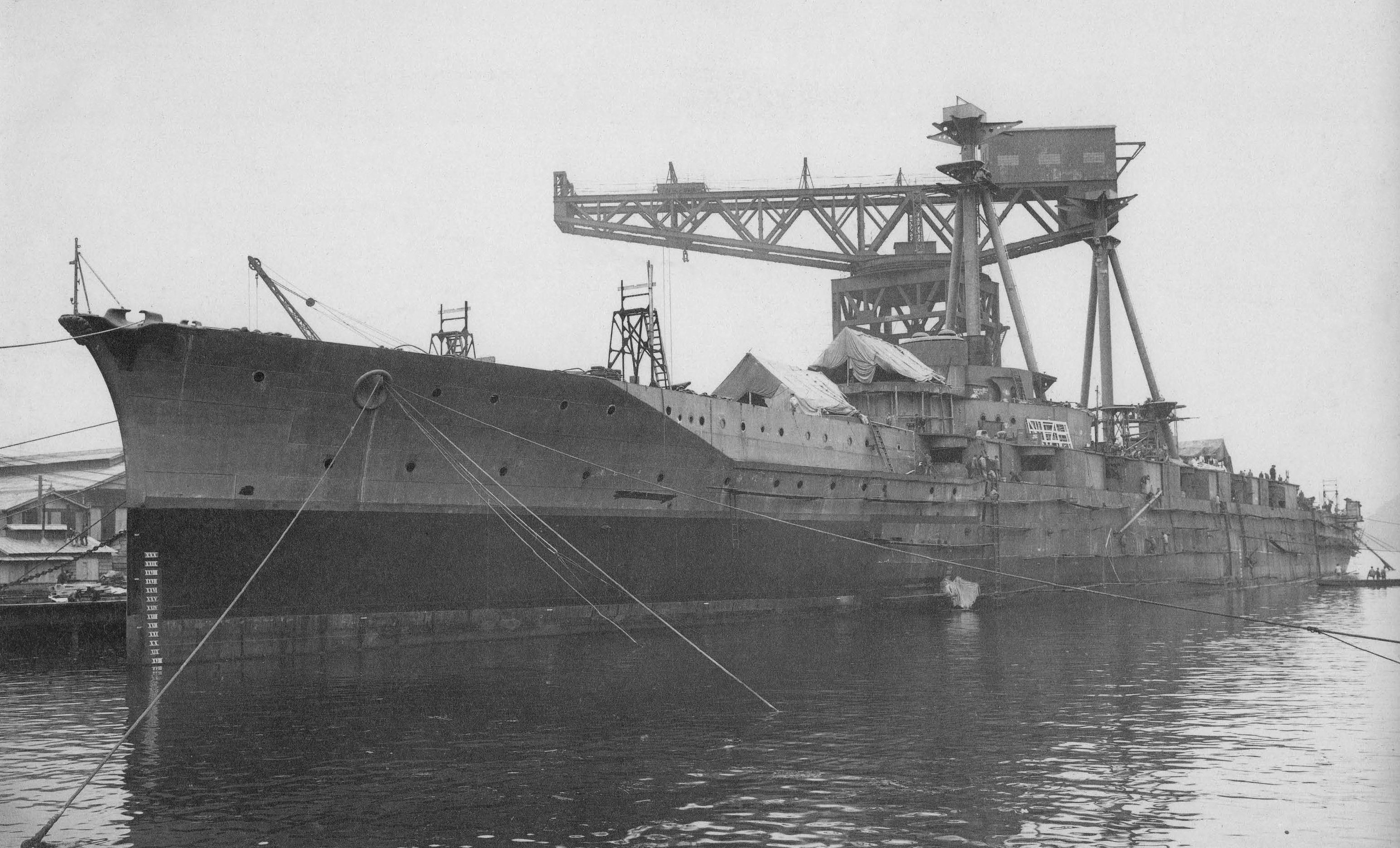
Echiparea lui Hieis în Yokosuka, septembrie 1913

Construcția lui Hiei a început la Șantierul Naval Yokosuka pe 4 noiembrie 1911, iar cea mai mare parte a pieselor folosite erau produse în Marea Britanie. Crucișătorul Hiei a fost lansat la apă pe 21 noiembrie 1912, iar echiparea a început în decembrie 1913. Pe 15 decembrie 1913, Takagi Shichitaro a fost desemnat căpitanul navei. Nava a fost gata pe 4 august 1914.

### Armament
Bateria de artilerie principală de pe Hiei era compusă din opt tunuri de calibru 356 mm (14 in) dispuse în patru turele duble, două înainte și două înapoi. Biroul Statelor Unite de Informații Navale a observat că turelele erau similare celor britanice de 15 inch, cu îmbunătățiri la etanșeitatea camerelor de arme. Fiecare din cele opt tunuri putea trage cu proiectile explozive sau cu proiectile anti-blindaj la o distanță de 35,45 km și o rată de două proiectile pe minut. În acord cu opinia conform căreia navele japoneze trebuia să fie mai puternice decât ale adversarilor, Hiei și surorile ei au fost primele nave din lume echipate cu tunuri de 356 mm (14 inch). Tunurile principale aveau muniție pentru 90 de trageri și o durată de viață de 250-280 de trageri. În 1941 proiectilele au fost colorate pentru a-i ajuta pe tunari și pe ajutoarele lor. Proiectilele anti-blindaj de pe Hiei erau vopsite cu negru.
Bateria secundară de pe Hiei era constituită din 16 tunuri de calibru 152 mm/50 (6 inch) dispuse în cazemate unice, toate situate la mijlocul navei, 8 tunuri de 7,6 mm (3 inch) și 8 lansatoare submarine de torpile de 533 mm (21 inch).  Cele 16 tunuri de calibru 6 inch/50 erau capabile să execute între 5 și 6 trageri pe minut, cu o durată de viață a țevii de 500 de trageri. Aceste tunuri puteau executa trageri asupra avioanelor și asupra navelor, dar modul în care erau poziționate pe Hiei făcea nepractică folosirea lor ca tunuri antiaeriene. Cele 8 tunuri de calibru 5 inch/40 adăugate mai târziu puteau să execute 8-14 trageri pe minut și aveau o durată de viață a țevii de 800-1500 de trageri. Aceste tunuri puteau executa cea mai variată gamă de trageri dintre toate armele de pe Hiei, antiaeriene, anti-navă și pentru trasoare. Hiei era echipat și cu un număr mare de tunuri automate antiaeriene „Type 96 25 mm AT/AA”.

## Serviciu

### 1914–1929: Crucișătorul de bătălie

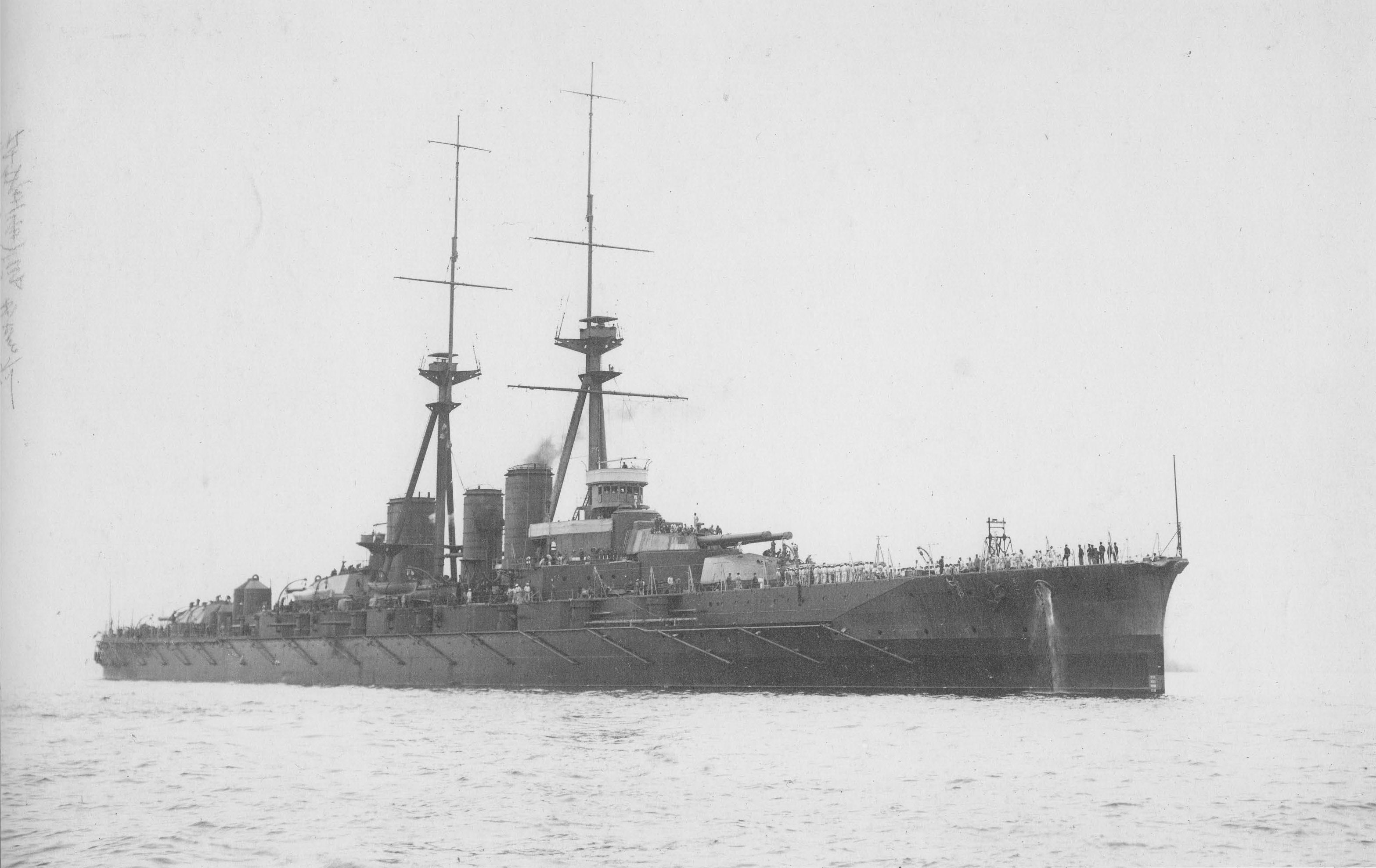
Hiei plecând din Yokosuka pentru a merge la baza navală din Kure pe 23 martie 1914.

Pe 4 august 1914, Hiei a fost în mod oficial introdus în serviciu și asignat pentru Districtul naval Sasebo, apoi, două săptămâni mai târziu, a fost inclus în Divizia a 3-a Cuirasate din cadrul Flotei I. Pe 23 august 1914, Japonia a formulat declarația oficială de război împotriva Imperiului German și a ocupat fostele colonii germane din Palau, Insulele Caroline, Insulele Marshall și Insulele Mariana. În octombrie 1914, Hiei a plecat din Sasebo împreună cu Kongō pentru a da ajutor unităților Armatei Imperiale Japoneze în asediul de la Tsingtao, dar a fost rechemat la 17 octombrie. 
Pe 3 octombrie 1915, Hiei și Kongō au participat la scufundarea navei Împăratul Nikolai I, un cuirasat capturat în 1905 în timpul războiului ruso-japonez care a servit în Marina Imperială Japoneză sub numele de Iki ca navă de apărare de coastă.
În aprilie 1916, Hiei a patrulat în largul coastei chineze împreună cu navele surori Kirishima și Haruna. Din 1917 și până la sfârșitul Primului Război Mondial, Hiei a rămas la baza Sasebo, patrulând de câteva ori în largul coastelor chineze și coreene împreună cu surorile sale.
După Primul Război Mondial, Imperiul Japonez a câștigat fostele colonii germane din Pacific în temeiul Tratatului de la Versailles.
Datorită relațiilor bune pe care Japonia le avea cu Imperiul Britanic și cu Statele Unite ale Americii, Hiei și alte nave de război japoneze au devenit inactive după război. În afară de câteva misiuni de patrulare împreună cu Haruna și cu Kirishima în largul coastelor chineze în anul 1919, Hiei a stat acasă, în porturile japoneze. 
Pe 13 octombrie 1920, Hiei a fost trecut în rezervă. După cutremurul din Kanto din septembrie 1923, Hiei a dat ajutor în operațiunile de salvare până la sfârșitul lunii. Pe 1 decembrie 1923 Hiei a ajuns la Baza Navală din Kure unde i s-a mărit elevația tunurilor principale de la 20 la 33 de grade și i-a fost reconstruit trinchetul.
Având în vedere experiența Primului Război Mondial, puterile lumii au încercat să descurajeze orice înarmare care ar fi putut duce la declanșarea unui nou război. În conformitate cu prevederile Tratatului Naval de la Washington din 1922, Marina Imperială Japoneză trebuia să își reducă efectivele pentru a fi păstrată proporția de 5:5:3 a navelor mari de război deținute de Marea Britanie, Statele Unite ale Americii și Japonia.
Tratatul i-a interzis Japoniei să mai construiască nave mari de război până în 1931, iar nicio navă de acest tip nu putea să depășească un deplasament de 35.000 de tone. 
Cu condiția ca îmbunătățirile să nu depășească 3.000 de tone, a fost permisă modernizarea navelor aflate în serviciu cu lansatoare de torpile și blindaje pentru punte.
După aplicarea Tratatului de la Washington în Japonia au rămas active numai navele din trei clase: clasa de cuirasate Fusō, clasa de cuirasate Ise și clasa de crucișătoare de linie Kongō
În iulie 1927, Prințul Takamatsu, fratele mai mic al Împăratului Hirohito, a fost repartizat pe Hiei. Din octombrie până în noiembrie 1927, nava a fost modificată puțin în baza de la Sasebo pentru a permite aterizarea a două hidroavioane de tip Yokosuka E1Y, deși nu au fost adăugate catapulte de lansare.
Pe 29 martie 1928, Hiei a plecat din Sasebo împreună cu Kongō, Nagato și Fuso, pentru a patrula în Arhipelagul Chusan, înainte de a ajunge cu Kongō în Port Arthur în aprilie 1928. În octombrie 1929, Hiei a sosit la Kure pentru a fi demilitarizată și reconstruită.

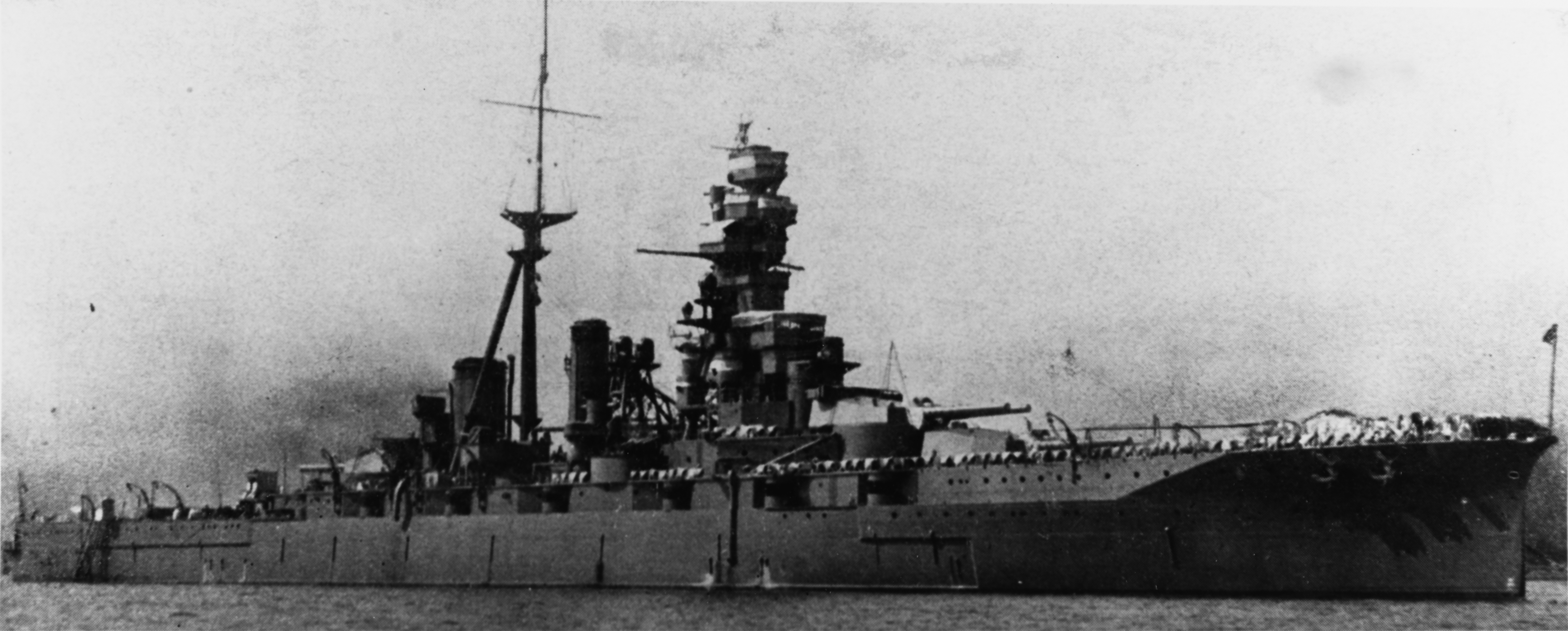
Hiei în august 1933, după transformarea în navă școală.

### 1929–1937: Demilitarizarea și nava școală
Pentru a evita casarea navei în condițiile Tratatului de la Washington, Marina Imperială Japoneză a hotărât să o transforme într-o navă școală.
Pe 15 octombrie 1929, Hiei a sosit în docul uscat al Șantierului Naval Kure. Au fost demontate turelele de 14 inch, lansatoarele submarine de torpile,
tunurile de 6 inch și blindajul. I-au mai rămas nouă cazane, ceea ce a făcut ca viteza să îi scadă la 18 noduri (33 km/h). 
A fost îndepărtat și unul din coșurile de fum.
Hiei a fost reclasificat ca navă în rezervă la sfârșitul lunii noiembrie 1929. Pe 24 aprilie 1930 reconstrucția navei s-a oprit din cauza Tratatului Naval de la Londra, conform căruia construcția și posesia de nave de război erau și mai mult restricționate. La Sasebo au început operațiunile de conservare a navei. Reconstruirea lui Hiei va fi reluată în iulie 1931.
În septembrie 1931 unitățile armatei japoneze au invadat Manciuria, iar provincia chineză a fost transformată într-un stat marionetă denumit Manchukuo. 
În decembrie 1932, Hiei a fost asignat escadrilei de antrenament a Marinei Imperiale Japoneze. Pe 25 februarie, Liga Națiunilor a decis că Japonia a încălcat suveranitatea Chinei și legile internaționale prin indavadarea Manciuriei.
Refuzând să accepte hotărârea, Imperiul Japoniei s-a retras din Liga Națiunilor în aceeași zi. Această retragere a însemnat și denunțarea tratatelor de la Washington și de la Londra, ceea ce a dus la dispariția oricăror restricții referitoare la construirea unor nave de război. De la sfârșitul lunii mai 1933 și până pe data de 13 august, Hiei a primit îmbunătățiri care i-au permis să îndeplinească sarcini uzuale pentru împărat. Pe 16 august a servit ca navă de observație a împăratului pentru Marina Imperială Japoneză.
Din ianuarie până în martie 1934, turela nr.4 și magazia de muniție au fost refăcute. În noiembrie 1935 Hiei a fost nava oficială a împăratului în timpul vizitei în prefecturile Kagoshima și Miyazaki.

### 1937–1941: Reconstrucția și cuirasatul

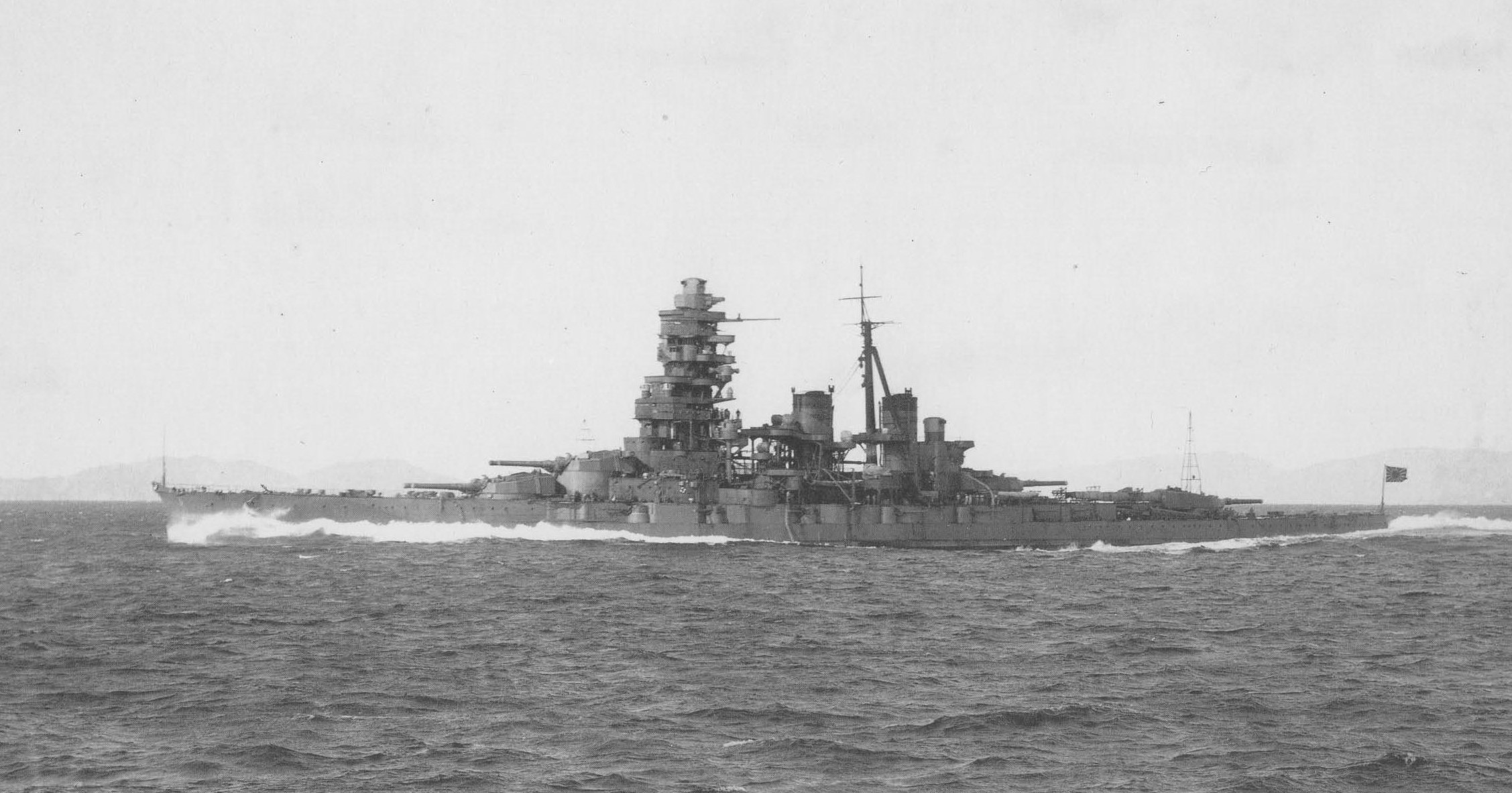
Hiei executând manevre după a doua reconstrucție, în decembrie 1939.

Nefiind împiedicată de restricțiile impuse de Tratatele de la Washington și de la Londra, Marina Imperială Japoneză a reconstruit nava Hiei pentru a fi ca surorile ei. Hiei a primit opt cazane Kampon și turbine cu reductor de turație, iar etrava a fost lungită cu 7,9 m pentru a mări viteza. 
Turelele de 14 inch de la pupa au fost repuse în funcțiune și au fost instalate sisteme de control al tragerilor la toate turelele principale.
A fost mărită elevația tunurilor principale și a celor secundare și nava a fost echipată cu două hidroavioande de recunoaștere Nakajima E8N „Dave” și Kawanishi E7K „Alf”. Catapultele și trenurile de lansare au fost montate spre pupa după turela nr.3. 
Au fost reparate 14 din tunurile de 6 inch au fost montate 8 tunuri calibru 127 mm (5 in) antiaeriene și anti-navă, precum și 20 tunuri automate antiaeriene calibru 1-inch (2,5 cm).
Suprastructura lui Hiei a fost reconstruită, fiind un prototip al turnului ce urma a fi folosit pe cuirasatele din clasa Yamamoto, care se afla în faza de proiect la acel moment.
Blindajul lui Hiei a fost îmbunătățit. Centura principală a fost montată din nou și a fost consolidată astfel încât să aibă o grosime uniformă de 200 mm. Pereții etanși de compartimentare, cu o grosime care varia de la 127 la 203 mm, ranforsau centura principală.
Armura turelelor a fost consolidată până la 254 mm, în timp ce porțiuni de 102 mm au fost adăugate la puntea blindată.
Blindajele din jurul depozitelor de muniție au fost și ele refăcute și consolidate. Deși nu era la fel de bine blindată ca alte cuirasate japoneze, Hiei era cu mult mai rapidă. Reconstrucția a fost terminată pe 31 ianuarie 1940. Capabilă să dezvolte o viteză de 30,5 noduri (56,5 km/h), Hiei a fost reclasificată drept cuirasat rapid.
În octombrie 1940, Hiei a participat la parada Flotei Imperiale unde a fost trecută în revistă de Împăratul Hirohito, membrii familiei regale, ministerul marinei Koshirō Oikawa și amiralul Isoroku Yamamoto. În noiembrie, Hiei a fost desemnată să facă parte din Divizia a 3-a Cuirasate din cadrul Flotei I.
Pe 26 noiembrie 1941 Hiei a plecat din Golful Iturup, Insulele Kurile, împreună cu Kirishima și șase portavioane rapide din cadrul Flotei I Aeriană japoneză (Akagi, Kaga, Sōryū, Hiryū, Shōkaku și Ziukaku) sub comanda vice-amiralului Chuichi Nagumo.
Pe 7 decembrie 1941, avioanele de pe aceste nave au executat atacul de la Pearl Harbour asupra navelor americane. După atac și după formularea declarației oficiale de război, Hiei s-a întors în Japonia.

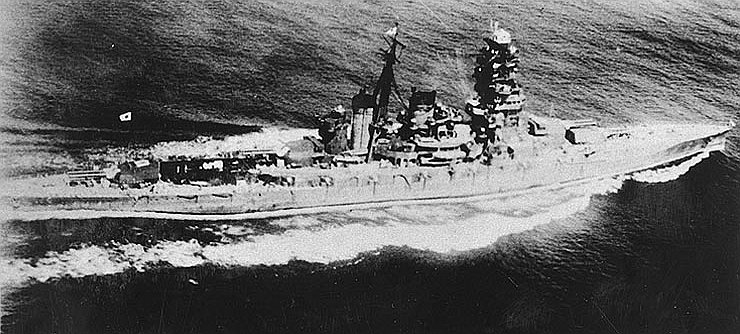
Hiei în Golful Tokio pe 11 iulie 1942.

### 1942: Lupta și pierderea
Pe 17 ianuarie 1942, Hiei a plecat spre baza navală din Truk împreună cu Divizia a 3-a Cuirasate pentru a sprijini operațiunile desfășurate de portavioane pentru ocuparea orașelor Rabaul și Kavieng. În februarie, împreună cu portavioane și cu distrugătoare, a făcut parte din formația de luptă care s-a opus raidurilor americane asupra Insulelor Gilbert și Marshall.
Pe 1 martie, în urma operațiunilor desfășurate de portavioane împotriva bazelor americane din Darwin și Java (Indiile Orientale Olandeze), Hiei, Kirishima și Chikuma, care aveau rolul de escortă pentru portavion, s-au angajat în luptă cu distrugătorul Edsall. Hiei a tras 210 proiectile de 14 inch și 70 de proiectile de 6 inch. Distrugătorul a fost imobilizat de bombardierele în picaj de pe portavioane și a fost distrus și scufundat de focurile de artilerie de pe cele trei nave.
În aprilie 1942, Hiei și Divizia a 3-a Cuirasate s-a reunit cu cinci portavioane și două crucișătoare în raidul din Oceanul Indian împotriva Marinei Britanice.
Pe 5 aprilie, flota japoneză a atacat portul Colombo din Ceylon. Pe 8 aprilie, avioanele de pe portavioanele japoneze au atacat baza navală a Marinei Britanice din Trincomalee, unde au aflat că toate navele din Flota Britanică de Est, comandată de amiralul James Somerville, care supraviețuiseră bătăliilor, se retrăseseră în noaptea de dinainte. Pe drumul de întoarcere, un hidroavion de pe Haruna a observat portavionul HMS Hermes care a fost repede scufundat în urma unui atac aerian.
Flota s-a întors în Japonia, unde a ajuns pe 23 aprilie.
Pe 27 mai 1942, Hiei a plecat, împreună cu Kongō și cu crucișătoarele Atago, Chōkai, Myōkō și Haguro, să facă parte din Flota de Invazie condusă de amiralul Nobutake Kondō în timpul bătăliei de la Midway.
După ce, pe 4 iunie, patru portavioane ale Flotei Combinate au fost pierdute în bătălie, flota lui Kondō s-a întors în Japonia.
În iulie, Hiei a intrat în docul uscat pentru repararea accesoriilor necesare hidroavioanelor și pentru adăugarea unor tunuri de 25 mm.
În august, Hiei a participat în escorta portavionului Shōkaku la bătălia din Insulele Solomon Orientale.
În octombrie, Hiei a făcut parte din flota comandată de contraamiralul Abe și a asigurat acoperirea necesară pentru Kongō și Haruna care aproape au distrus aerodromul Henderson Field în timpul bătăliei de la Guadalcanal.
În perioada 26-30 octombrie, Hiei și navele sale surori au participat la bătălia din Insulele Santa Cruz.

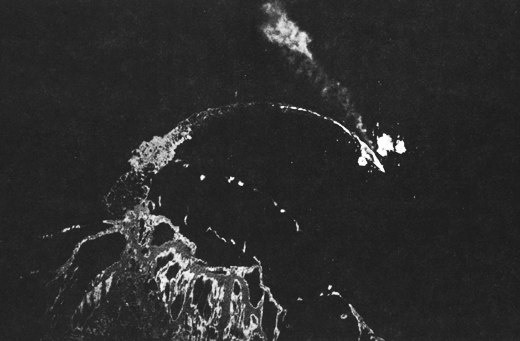
Hiei, avariat și lăsând o dâră de petrol, este atacat de un bombardier pe 13 noiembrie 1942.

Pe 10 noiembrie 1942, Hiei a plecat din Truk, împreună cu Kirishima și 11 distrugătoare, pentru a distruge pozițiile americane din jurul aerodromului Henderson Field și a permite astfel unui convoi de transport japonez să aducă soldați și echipament pe Insula Guadalcanal. Flota japoneză, care era comandată de  contraamiralul Hiroaki Abe, a fost observată de avioanele de recunoaștere americane cu câteva zile înainte de a ajunge în Insulele Solomon. O flotă formată din două crucișătoare grele, trei crucișătoare ușoare și opt distrugătoare a fost plasată sub comanda contraamiralului Daniel Callaghan în zona Ironbottom Sound pentru a se opune japonezilor.
La ora 01:24 pe 13 noiembrie, flota japoneză a fost observată la o distanță de 26 km de crucișătorul ușor Helena. Pentru că Abe nu a anticipat că i se va opune rezistență, principalele tunuri de pe navele sale erau încărcate cu proiectile explozive potrivite pentru bombardarea aerodromului, astfel că nu a putut să deschidă imediat focul asupra navelor inamice.
La ora 01:50, Hiei și-a aprins luminile de căutare și a deschis focul asupra crucișătorului ușor Atlanta, astfel începând prima bătălie navală din Guadalcanal. Deși tunurile de pe Atlanta au reușit să îi stingă luminile de căutare, Hiei a putut să-și concentreze loviturile asupra crucișătorului pe care l-a avariat grav. În cursul acestor evenimente contraamiralul Norman Scott a fost ucis.
Hiei și Kirishima au scos din luptă două distrugătoare americane, din care unul s-a scufundat mai târziu. Hiei a devenit ținta celor mai multe din tunurile de pe navele americane. Tunurile de 5 inch, care au tras din apropiere, au produs pagube mai suprastucturii cuirasatului; chiar amiralul Abe a fost rănit când distrugătorul Laffey a tras asupa punții, iar una din lovituri l-a ucis pe șeful de stat major. 
Această concentrare a americanilor asupra lui Hiei i-a permis cuirasatului Kirishima să treacă de barajul făcut de americani și să distrugă crucișătorul San Francisco, ucigându-l pe amiralul Callaghan.
Având unul din cuirasate grav avariat, Abe a ordonat retragerea flotei japoneze la ora 02:00.
Kirishima a încercat să îl remorcheze pe Hiei până în zone mai sigure, dar apa a inundat compartimentele mecanismului de direcție, blocândui cârma spre tribord. În dimineața de 14 noiembrie, Hiei a fost atacat de bombardierele americane. Nava continua să se deplaseze spre tribord cu 5 noduri (9,26 km/h).
La 11:30, două torpile lansate de pe un bombardier torpilor Grumman TBF Avenger au lovit uirasatul.
După ce a suferit câteva alte atacuri cu torpile și bombe de-a lungul zilei, echipajului i s-a ordonat să abandoneze nava înainte ca distrugătoarele care o escortau să o scufunde.
Cuirasatul Hiei s-a scufundat în seara de 14 noiembrie după ce a pierdut 188 de membri ai echipajului. A fost scoasă din registrul naval pe 20 decembrie 1942.